# Matt McQueen
Matthew McQueen, detto Matt (Harthill, 18 maggio 1863 – Liverpool, 28 settembre 1944), è stato un calciatore e allenatore di calcio scozzese, di ruolo difensore.

## Carriera

### Club
Nato ad Harthill, nel Lanarkshire, ha iniziato la propria carriera professionistica nel West Benhar F.C. che lascerà nel 1885 per poi unirsi al Leith Athletic. Si riunirà ad esso nel 1890 dopo un'esperienza triennale agli Hearts prima di trasferirsi al Liverpool di John McKenna nell'ottobre 1892. Ha debuttato con i Reds il 29 ottobre 1892 ad Anfield nella vittoria per 9-0 contro il Newtown, gara valida per il secondo turno di FA Cup. Mette a segno la sua prima rete in una gara vinta per 7-0 contro i Fleetwood Rangers nella Lancashire League.
Matt assieme a suo fratello Hugh sono stati tra i primi giocatori scozzesi ad essere ad essere reclutati dal club appena dopo la sua fondazione. Ha fatto parte della squadra che riuscì a vincere il campionato di Second Division nella stagione 1893-1894 e 1895-1896, ritirandosi dal calcio giocato nel 1899 dopo aver totalizzato con i Reds 150 presenze tra tutte le competizioni.

### Nazionale
McQueen fu convocato per la prima volta dalla Nazionale scozzese nel 1890, debuttando ufficialmente il 22 marzo in una gara vinta per 5-0 contro il Galles.

### Allenatore
McQueen dovette succedere a David Ashworth sulla panchina del Liverpool quando quest'ultimo passò all'Oldham Athletic. McQueen - primo ex calciatore a gestire il club - non riuscì solamente a difendere il titolo di campioni in carica della First Division, quanto a rimanere sulla panchina del club per ben cinque anni anche se quando fu scelto come sostituto avesse già sessant'anni. 
Durante un'escursione a Sheffield nel novembre del 1924, venne coinvolto in un incidente stradale che gli fece perdere una gamba. La sua salute iniziò a deteriorarsi giorno dopo giorno, così da costringerlo al ritiro dalle attività manageriali nel 1928. Ha vissuto a Kemlyn Road, vicino ad Anfield, il quale una delle sue tribune più famose, il Centenary Stand, venne costruita esattamente dove un tempo sorgeva la sua casa. Morì a Liverpool il 28 settembre 1944 all'età di 81 anni.

## Palmarès

### Giocatore
- Second Division: 1

Liverpool: 1893-1894, 1895-1896

### Allenatore
- First Division: 1

Liverpool: 1922-1923